# St. Marys (Iowa)
St. Marys es una ciudad ubicada en el condado de Warren en el estado estadounidense de Iowa. En el Censo de 2010 tenía una población de 127 habitantes y una densidad poblacional de 350,25 personas por km².

## Geografía
St. Marys se encuentra ubicada en las coordenadas 41°18′28″N 93°44′2″O / 41.30778, -93.73389. Según la Oficina del Censo de los Estados Unidos, St. Marys tiene una superficie total de 0.36 km², de la cual 0.36 km² corresponden a tierra firme y (0%) 0 km² es agua.

## Demografía
Según el censo de 2010, había 127 personas residiendo en St. Marys. La densidad de población era de 350,25 hab./km². De los 127 habitantes, St. Marys estaba compuesto por el 99.21% blancos, el 0% eran afroamericanos, el 0% eran amerindios, el 0% eran asiáticos, el 0% eran isleños del Pacífico, el 0% eran de otras razas y el 0.79% pertenecían a dos o más razas. Del total de la población el 1.57% eran hispanos o latinos de cualquier raza.